# Untermainländisch
Untermainländisch ist ein Dialekt des zum Rheinfränkischen gehörenden Südhessischen, der am fränkischen Untermain, in und um Aschaffenburg und Obernburg sowie nördlich von Miltenberg gesprochen wird.

## Sprachgebiet
Das Sprachgebiet zieht sich im Osten bis zur als Äppeläquator bekannten „Spessartbarriere“, die es vom Unterfränkischen deutlich trennt. Im Süden und Westen grenzt es an das Odenwäldische Sprachgebiet. Untermainländisch selbst teilt sich in mehrere Sprachgebiete. So gibt es beispielsweise Unterschiede zwischen dem Aschaffenburger, dem Kahlgründer oder dem Großostheimer Dialekt.

## Bekannte Sprecher
Weithin bekannte Sprecher des Untermainländischen Dialektes sind der Kabarettist Urban Priol sowie der Radio- und Fernsehmoderator und Kabarettist Johannes Scherer.